# Giorgio Rubino
Giorgio Rubino (ur. 21 maja 1986 w Rzymie) – włoski chodziarz. Brązowy medalista mistrzostw Europy juniorów z 2005 roku w chodzie na 10000 m. Na Mistrzostwach Świata w lekkoatletyce w Osace 2007 zajął 5. miejsce w chodzie na 20 km. W 2009 zajął 4. miejsce na tym samym dystansie podczas mistrzostw świata w Berlinie, lecz w 2017 przyznano mu brązowy medal po dyskwalifikacji Rosjanina Walerija Borczina. oraz wywalczył srebrny medal igrzysk śródziemnomorskich. Złoty medalista mistrzostw Włoch.
Rekord życiowy w chodzie na 20 kilometrów: 1:19:37 (4 kwietnia 2009, Rio Maior).